# Episodi di Skins (quarta stagione)
La quarta stagione di Skins è andata in onda nel Regno Unito dal 28 gennaio al 18 marzo 2010.
In Italia è andata in onda dal 14 ottobre al 2 dicembre 2010 su MTV Italia.
| nº | Titolo   | Prima TV UK      | Prima TV Italia  |
| -- | -------- | ---------------- | ---------------- |
| 1  | Thomas   | 28 gennaio 2010  | 14 ottobre 2010  |
| 2  | Emily    | 4 febbraio 2010  | 21 ottobre 2010  |
| 3  | Cook     | 11 febbraio 2010 | 28 ottobre 2010  |
| 4  | Katie    | 18 febbraio 2010 | 4 novembre 2010  |
| 5  | Freddie  | 25 febbraio 2010 | 11 novembre 2010 |
| 6  | JJ       | 4 marzo 2010     | 18 novembre 2010 |
| 7  | Effy     | 11 marzo 2010    | 25 novembre 2010 |
| 8  | Everyone | 18 marzo 2010    | 2 dicembre 2010  |

## Thomas
- Diretto da: Neil Biswas
- Scritto da: Jamie Brittain

L'episodio inizia con la banda, esclusa Effy, che si sta divertendo in un night-club fino a che una ragazza di nome Sophia si suicida, lanciandosi da un balcone dopo essersi drogata. Thomas viene giudicato colpevole perché era il buttafuori di turno quella notte. Egli sospetta che Cook abbia venduto la droga a Sophia. Durante gli interrogatori al college, Thomas segue Cook in bagno dove vengono alle mani, dopo che Cook parla male di Pandora. Sentendosi ancora una volta tradito, Thomas tradisce Pandora con la figlia del pastore della sua chiesa. Viene poi espulso dal college a causa del suo coinvolgimento nella morte di Sophia, a causa delle stravaganze del nuovo eccentrico/psicopatico preside. Thomas si ubriaca, e nel bar incontra Cook e Naomi. Ancora una volta Thomas e Cook vengono alle mani finché Naomi non confessa di essere stata lei a vendere la droga alla ragazza morta: prega solo Thomas di non raccontare nulla a Emily. Thomas poi va a casa di Pandora, nel tentativo di riconquistarla, ma viene respinto, poiché Effy - appena tornata - ha consigliato all'amica di fare ciò per tenere Thomas al guinzaglio.

## Emily
- Diretto da: Philippa Langdale
- Scritto da: Ed Hime

Naomi finge di non conoscere Sophia durante l'interrogatorio della polizia ed Emily comincia a diventare sospettosa al riguardo. Naomi, allora, ammette di aver venduto la droga a Sophia. Emily decide di far visita ai familiari di Sophia, scoprendo così che quest'ultima era lesbica e conosceva Naomi. Emily affronta Naomi ma la ragazza, stavolta, pur affermando di aver conosciuto Sophia a un open day di una università, conferma di non aver avuto nessuna relazione con lei. Emily decide di andare a controllare con Naomi l'armadietto di Sophia, in cui le due scoprono un santuario a Naomi. Tornata a casa, Emily litiga con i suoi circa la sua sessualità e decide di andare a vivere da Naomi. Quella sera, a una festa, Cook dà di matto vedendo Freddie ed Effy che si baciano, tanto da pestare un tizio a sangue. Emily chiama il fratello di Sophia, Matt, e gli mostra una scatola che aveva trovato nell'armadietto della sorella; Naomi la prega di non aprirla ma, dentro, Emily trova un album disegnato a mano: le figure sono di Sophia e Naomi che vanno a letto insieme. Con il cuore spezzato, Emily lascia Naomi sola sul tetto, ma poi, dopo aver parlato con suo padre, decide comunque di ritornare a vivere con lei.

## Cook
- Diretto da: Philippa Langdale
- Scritto da: Ben Schiffer

Cook rischia di andare in prigione per aver picchiato Shanky Jenkins alla festa. Duncan, suo avvocato d'ufficio, gli consiglia di dichiararsi colpevole, ma Cook - come sempre ostinato - si dichiara innocente e, rimandata l'udienza, viene relegato in casa di sua madre con un apparecchio elettronico (che suona se lui non si trova a casa tra le 19 e le 7). A casa Cook ritrova il fratellino Paddy, che lo adora, ma continua a scontrarsi con la madre, perennemente ubriaca. Espulso dal college, va da Naomi, che gli confessa di aver fatto i conti con i suoi sensi di colpa riguardanti la morte di Sophia. Cook allora va dal suo avvocato, che però non vuole aiutarlo, dicendo che è una causa persa e che lui non è altro che un ragazzino che deve crescere. Alla mostra della madre, scopre che quest'ultima ha dormito con Freddie e, una volta chiestolo all'amico, lui gli confessa che non è stato un servizio completo, e che tra l'altro era strafatto. Dopo l'ennesima litigata con la madre, esce di casa con Paddy e lo porta a distruggere la macchina: per un secondo rivede se stesso nel comportamento del fratello, è una rivelazione, ma non si riesce a intuire se negativa o positiva. Porta il bambino da Naomi, con la quale parla a lungo. Infine dice alla polizia di essere stato lui a vendere la droga alla ragazza uccisa - togliendo definitivamente Naomi dai guai; al processo sono presenti JJ, Freddie, Effy e il suo fratellino: è per lui che Cook si dichiara colpevole e viene imprigionato.

## Katie
- Diretto da: Neil Biswas
- Scritto da: Georgia Lester

Per aiutare la madre nella sua nuova impresa di organizzatrice di matrimoni, Katie organizza l'addio al nubilato della loro prima cliente, una viziata ragazzina, con una madre insopportabile. Temendo di essere incinta, Katie va alla clinica ma scopre in realtà di non poter avere bambini e, per questo, lascia il suo ragazzo. Tornata a casa scopre che la sua famiglia è in bancarotta e quindi si prepara per la festa. All'addio al nubilato di questa cliente litiga con la migliore amica della sposa e con la sposa stessa, il che scatena una rissa, tanto che la madre di Katie viene licenziata per il comportamento della figlia. Tornata a casa, scopre che questa è sotto sequestro, quindi lei e i suoi fanno i bagagli in fretta e furia e, non sapendo dove andare, chiedono ospitalità a Naomi. Qui c'è un barbeque dove Emily si ubriaca e costringe Naomi a dire a tutti di aver dormito con Sophia. Katie, nel frattempo, decide di farsi un bagno e rimane incastrata nella stanza con Thomas, a cui svela di essere sterile: il ragazzo la rassicura dicendole che è comunque bellissima, quindi i due diventano amici.
La conclusione dell'episodio è a casa Fitch, dove tutti e cinque si siedono per terra - in quanto ormai non ci sono più mobili - e mangiano insieme, tra risate e buonumore.

## Freddie
- Diretto da: Esther May Campbell
- Scritto da: Sean Buckley

Freddie ed Effy vivono in modo spensierato a casa Stonem, visto che Anthea è in viaggio. Per questo Freddie rimane indietro con i suoi studi. Quando ritorna dopo scuola, scopre Effy che ritaglia fogli di giornale e li attacca al muro, parlando della sua morte. Preoccupato per il comportamento psicotico della ragazza, decide di andare a parlare con il nonno Norman, alla casa di riposo, dove si convince che l'errore nella malattia di sua madre siano stati i medici e quindi, lui, aiuterà Effy da solo. Decide di portare la ragazza per una giornata all'aperto, ma lei accusa delle visioni e quindi devono tornare a casa; per strada si imbattono accidentalmente in un corteo ed Effy viene colta dal panico. Katie la trova e, insieme a Freddie, la portano alla casa di riposo del nonno; poco dopo Katie avvisa Freddie che la ragazza si è chiusa consapevolmente in bagno. Freddie sfonda la porta la trova sdraiata gocciolante di sangue con le vene tagliate. Effy viene ricoverata. Freddie, dopo aver passato tutta la notte ad aspettare notizie, decide finalmente di entrare nella stanza, dove Effy lo respinge dicendo di andarsene. Lui, arrabbiato, brucia i ritagli di giornale che Effy aveva attaccato sul muro. Appare Cook - fuggito di prigione - che riesce a convincerlo a non arrendersi con Effy. Freddie scoppia a piangere e Cook lo conforta. La puntata finisce con una scena emozionante che mette in mostra l'amicizia tra i due.

## JJ
- Diretto da: Esther May Campbell
- Scritto da: Lucy Kirkwood

JJ è innamorato di Lara Lloyd, una collega in un negozio di dolciumi dove lavora insieme a Thomas, ma gli manca il coraggio di chiederle di uscire. Thomas, dopo vari tentativi, convince JJ a farsi avanti; lui le chiede di uscire e lei accetta. Si reca a casa di Lara scoprendo che lei è una madre single con un bambino piccolo. Liam, ex-fidanzato di Lara e padre del bambino, minaccia JJ, dicendogli di stare lontano da Lara e suo figlio. dopo un appuntamento andato disastrosamente, JJ ritrova Lara qualche minuto più tardi e, iniziando tutto da un semplice bacio, si ritrovano a casa di lei a copulare. JJ, contentissimo, torna a casa sua ma la madre lo porta in clinica dove il dottore gli prescrive ulteriori farmaci senza nemmeno accertarsi prima delle condizioni effettive del ragazzo. JJ decide di portare Lara a conoscere Naomi ed Emily. Emily confessa a JJ che pensa che Lara si stia approfittando di lui per vendicarsi del suo ex. JJ si arrabbia con Emily e fa commenti poco garbati sul suo rapporto personale con Naomi, facendola piangere. JJ porta Lara a casa propria per farla conoscere ai genitori, che dopo aver visto la sua condizione la giudicano una sgualdrina. Lei lo capisce e se ne va, offesa. JJ non trova altro appoggio che confrontarsi fisicamente con Liam, l'ex ragazzo. La ragazza che assiste alla scena conclude di non voler più avere rapporti con JJ. Il giorno dopo JJ si scusa con Liam che dice di essere consapevole che Lara non lo ama, ma che comunque ama suo figlio. JJ spiega a Liam di non voler portargli via Albert (il bambino) e di amare Lara. Liam, rassicurato, lascia campo libero a JJ con Lara. Per riconquistarla, JJ le canta una serenata sotto alla finestra True degli Spandau Ballet, e i due ritornano insieme.

## Effy
- Diretto da: Daniel O'Hara
- Scritto da: Jamie Brittain

Effy è rinchiusa in un ospedale psichiatrico, dove viene aiutata dalla madre  Anthea e dal suo psicologo John Foster. Tornata a casa, la sua stanza è pulita e ordinata, senza più ricordi della vecchia Effy: una nuova vita, quindi, dettata dall'ordine e dalla routine. La prima cosa che decide di fare è andare da Freddie, al quale racconta la sua esperienza e quanto John Foster l'abbia aiutata. Ma ben presto la situazione degenera: la sua voglia di felicità sembra cancellarle dalla mente tutti i brutti ricordi, riguardanti famiglia e amici. Effy incontra Cook al parco e non lo riconosce, dice di chiamarsi Elizabeth, finché non arrivano nella strada in cui Tony ha avuto l'incidente, e allora lei impazzisce, ricordandosi chi era e tutti i vecchi ricordi, e chiede a Cook di portarla da Freddie. Si risveglia di nuovo in clinica, con Freddie al suo fianco, e gli dice di amarlo; quando entra Foster, la ragazza dice di non volerlo vedere più e Freddie lo minaccia per farlo andare via. Il ragazzo si addormenta con lei finché Anthea non viene a dargli il cambio. Mentre dorme a casa, Freddie riceve la chiamata di John Foster e lo incontra a casa sua. L'uomo gli rivela di aver usato tecniche inusuali con la ragazza e di amarla; di nuovo Freddie lo minaccia e, quando sta per andarsene, trova la porta bloccata. L'uomo lo raggiunge con una mazza da baseball e picchia il ragazzo uccidendolo. Nell'ultima scena si vede una vetrata sporca di sangue.

## Everyone
- Diretto da: Daniel O'Hara
- Scritto da: Bryan Elsley

Karen e Cook sono preoccupati per Freddie: si chiedono dove sia finito. Karen consegna a Cook un quaderno degli appunti di Freddie, dove si scopre non solo l'ossessione di Freddie per Effy, ma anche le attenzioni di John Foster nei confronti della ragazza: Freddie ha annotato sul quaderno che ha capito che lo psicologo vuole Effy tutta per sé. La polizia fa incursione a casa di Naomi poiché avevano ricevuto una soffiata su dove si trovasse Cook da una ragazza. Cook riesce a scappare e si rifugia nella rimessa di Freddie dove incontra Effy. La ragazza chiama il resto del gruppo e insieme organizzano una festa di compleanno per Freddie. Naomi confessa il suo amore per Emily dicendo che l'ha amata dalla prima volta che l'ha vista, e che l'ha tradita solamente perché si sentiva in trappola ed in un certo senso per fargliela pagare di come la teneva in pugno; Emily la perdona. Cook intravede una persona che osserva la casa di Freddie e decide di seguirla: è John Foster. Thomas rivela a Pandora che andrà a studiare ad Harvard e lei, sapendo che sarebbe dovuta andare lì anche lei per studiare storia, sorride e gli fa i complimenti. Cook entra nella cantina di John Foster, dove trova i vestiti di Freddie macchiati di sangue. Foster arriva poco dopo con una mazza da baseball in mano e aggredisce Cook, che capisce che Freddie è stato ucciso da Foster. Cook si rialza, ride e ammette di essere un criminale, ma dice anche a John Foster di aver capito che lui ha ucciso il suo amico e fa intendere che dovrà pagare per quello che ha fatto. L'episodio si conclude con Cook che va incontro a Foster gridandogli il suo nome per fargli probabilmente del male per vendicare Freddie.